# Scafandro

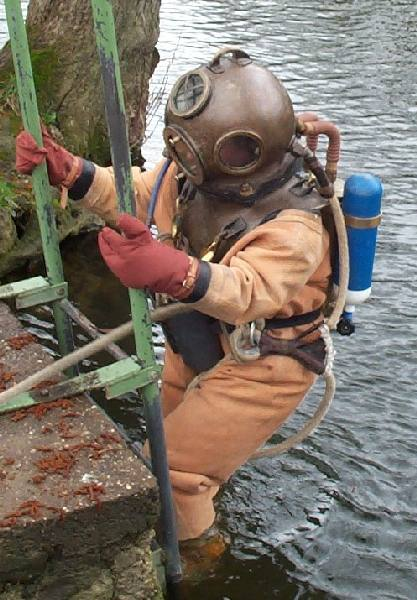
Uomo con scafandro

Lo scafandro è una speciale attrezzatura utilizzata per le immersioni subacquee. Fu inventata dall'abate francese Jean-Baptiste de La Chapelle nel 1775. Il suo nome deriva dal greco  skaphe - "scafo" e andros - "uomo". Fu la prima attrezzatura che permise all'uomo di esplorare i fondali marini, fluviali e dei laghi.

## Storia
Dopo i primi avventurosi tentativi, i sistemi vennero man mano perfezionati. Dopo un inizio essenzialmente militare, l'idea consisteva nell'ipotesi di potersi avvicinare di nascosto ai navigli nemici per affondarli (idea anche di Leonardo da Vinci), la complessità dell'attrezzatura ed i rischi che correva l'operatore la cui vita dipendeva dal costante rifornimento di aria da parte degli assistenti di superficie indirizzarono gli sforzi per permettere a chi operava una certa tranquillità non compatibile con operazioni militari di sabotaggio.

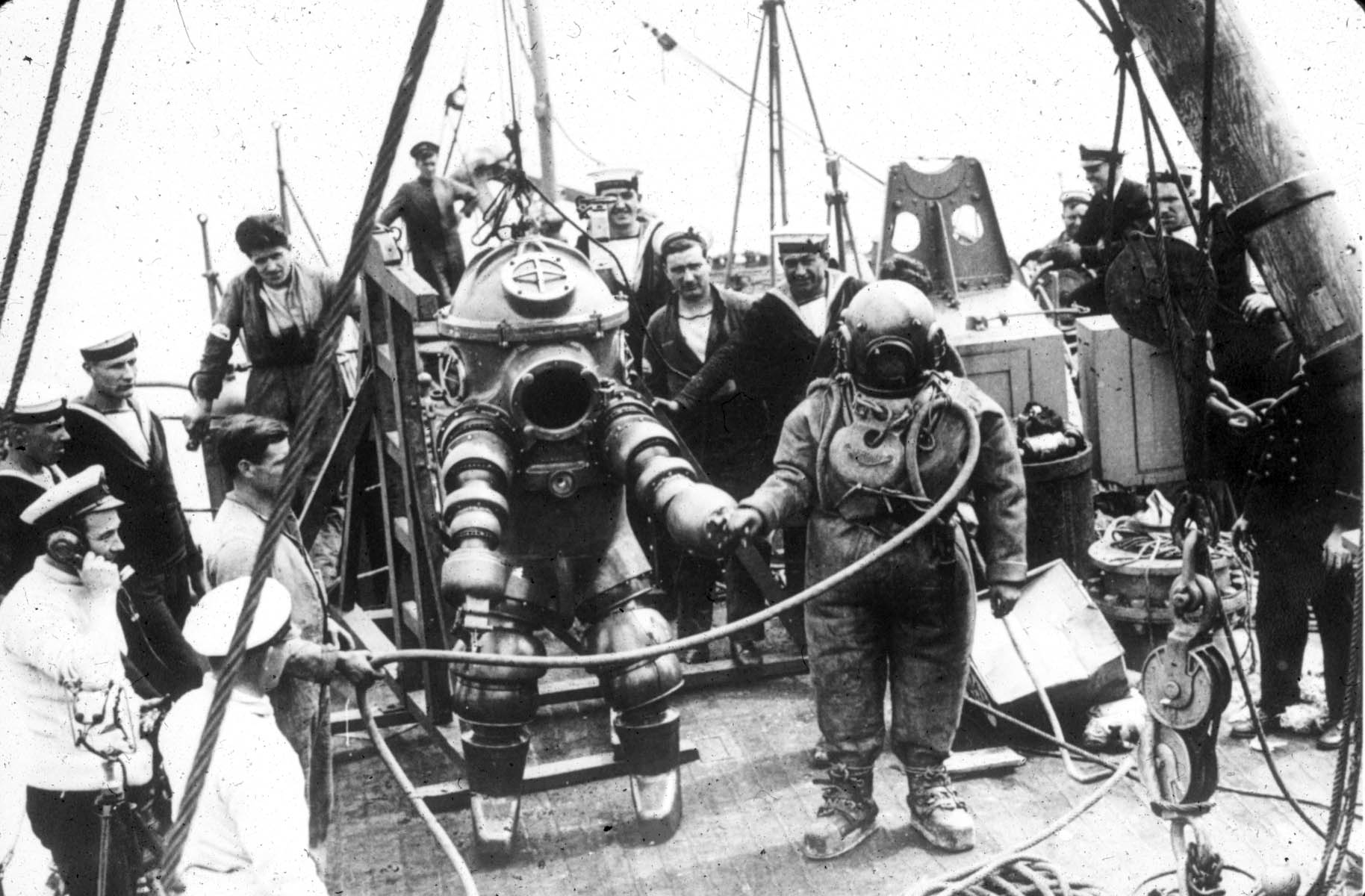
Due palombari, che si stanno preparando a esplorare la RMS Lusitania, 1935

Solitamente consiste in una tuta impermeabile ed un casco o elmo da palombaro collegato a tenuta stagna. L'aria arriva tramite tubazioni direttamente dalla superficie.
Questa attrezzatura per immersioni è oramai in disuso soppiantata da attrezzature subacquee più efficienti. In particolar modo le immersioni con autorespiratore ad aria si sono molto sviluppate e permettono una maggiore autonomia, libertà di movimento e minore bisogno di assistenza in superficie. Tutti questi motivi hanno sensibilmente ridotto l'utilizzo dello scafandro che ad oggi rimane soltanto per particolari esigenze e condizioni di lavoro.

## Filmografia
- Men of Honor - L'onore degli uomini
- Il racconto dei racconti - Tale of Tales